# آنتونیو پرز
آنتونیو پرز (انگلیسی: Antoñito؛ زادهٔ ۲ فوریهٔ ۱۹۷۸) بازیکن فوتبال اهل اسپانیا است که در پست مهاجم بازی می‌کند.